# Aizawl
Aizawl è una città dell'India di 293.416 abitanti, capoluogo del distretto di Aizawl, nello stato federato del Mizoram, di cui è la capitale.  In base al numero di abitanti la città rientra nella classe I (da 100.000 persone in su).

## Geografia fisica
La città è situata a 23° 43' 60 N e 92° 43' 0 E e ha un'altitudine di 1.017 m s.l.m..

## Società

### Evoluzione demografica
Al censimento del 2001 la popolazione di Aizawl assommava a 229.714 persone, delle quali 116.983 maschi e 112.731 femmine. I bambini di età inferiore o uguale ai sei anni assommavano a 30.480, dei quali 15.436 maschi e 15.044 femmine. Infine, coloro che erano in grado di saper almeno leggere e scrivere erano 193.723, dei quali 99.034 maschi e 94.689 femmine..